# Eduard (nom)
Eduard est un prénom masculin allemand et néerlandais variant de Édouard. Ce prénom peut désigner:

## Prénom

### A-B
- Eduard Arnhold (1849-1925), homme d'affaires et philanthrope allemand
- Eduard Isaac Asser (1809-1894), pionnier néerlandais de la photographie
- Eduard Atuesta (né en 1997), joueur colombien de football
- Eduard Azaryan (né en 1958), gymnaste soviétique
- Eduard Bachmann (1831-1880), hautboïste et chanteur d'opéra allemand
- Eduard Baneth (1855-1930), rabbin orthodoxe allemand
- Eduard Baumstark (1807-1889), économiste allemand
- Eduard Bendemann (1811-1889), peintre prussien
- Eduard Bernstein (1850-1932), homme politique socialiste allemand
- Eduard Bertz (1853-1931), écrivain et poète allemand
- Eduard Bloch (1872-1945), médecin juif autrichien
- Eduard Böhmer (1827-1906), philologue et romaniste allemand
- Eduard Brockhaus (1829-1914), éditeur et parlementaire allemand
- Eduard Brücklmeier (1903-1944), diplomate et résistant allemand
- Eduard Brückner (1862-1927), géographe et climatologue allemand
- Eduard Buchner (1860-1917), chimiste bavarois

### C-D
- Eduard Caudella (1841-1924), violoniste et compositeur roumain
- Eduard Čech (1893-1960), mathématicien tchécoslovaque
- Eduard Coetzee (né en 1979), joueur sud-africain de rugby
- Eduard Crasemann (1891-1950), général allemand de la Whermacht
- Eduard Dallmann (1830-1896), chasseur de baleines et explorateur allemand
- Eduard Deisenhofer (1909-1945), commandant allemand de la Waffen-SS
- Eduard de Dene (1505-c. 1578), poète des Pays-Bas méridionaux
- Eduard Devrient (1801-1877), acteur et directeur de théâtre allemand
- Eduard Dietl (1890-1944), général allemand
- Eduard Jan Dijksterhuis (1892-1965), historien des sciences néerlandais
- Eduard Dyckhoff (1880-1949), joueur d'échecs allemand

### E-F
- Eduard Emil Eckert (mort en 1866), essayiste allemand
- Eduard Engelmann junior (1864-1944), patineur artistique autrichien
- Eduard Ellman-Eelma (1902-1941), joueur estonien de football
- Eduard Einschlag (1879-1945), peintre et graveur allemand
- Eduard Einstein (1910-1965), fils d'Albert Einstein
- Eduard Ender (1822-1883), peintre autrichien
- Eduard Erdmann (1896-1958), compositeur germano-balte
- Eduard Erkes (1891-1958), sinologue et ethnologue allemand
- Eduard Euler (1867-1931), peintre allemand
- Eduard Fenzl (1808-1879), botaniste autrichien
- Eduard Fernández (né en 1964), acteur espagnol
- Eduard Fischer (1861-1939), mycologue et botaniste suisse
- Eduard Flipse (1896-1973), chef d'orchestre néerlandais
- Eduard Franck (1817-1893), pianiste allemand
- Eduard Frankfort (1864-1920), peintre néerlandais
- Eduard Franz (1902-1983), acteur américain
- Eduard Fuchs (1870-1940), écrivain et militant marxiste allemand

### G-H
- Eduard Gaertner (1801-1877), peintre prussien
- Eduard Heinrich Gehe (1793-1850), écrivain allemand
- Eduard Ferdinand Geiseler (1781-1837), botaniste prussien
- Eduard Gerhard (1795-1867), archéologue prussien
- Eduard Gerlich (1836-1904), ingénieur et professeur autrichien
- Eduard Geselschap (1814-1878), peintre prussien
- Eduard Geyer (né en 1944), sélectionneur est-allemand de football
- Eduard Glieder (né en 1969), joueur autrichien de football
- Eduard Goldstücker (1913-2000), professeur de littérature et diplomate tchécoslovaque
- Eduard Grau (né en 1981), directeur de la photographie espagnol
- Eduard Gritsun (né en 1976), coureur cycliste russe
- Eduard-Michael Grosu (né en 1992), coureur cycliste roumain
- Eduard Hackel (1850-1926), botaniste autrichien
- Eduard Hagenbach-Bischoff (1833-1910), physicien et mathématicien suisse
- Eduard Hämäläinen (né en 1969), athlète finno-biélorusse en décathlon
- Eduard Hamm (1879-1944), homme politique allemand
- Eduard Hanauer (1829-1893), fonctionnaire et ministre prussien
- Eduard Hanslick (1825-1904), écrivain autrichien
- Eduard Hartmann (né en 1988), joueur slovaque de hockey sur glace
- Eduard de Hartog (1825-1909), chef d'orchestre et compositeur néerlandais
- Eduard Hau (1807-1888), peintre et dessinatrice germano-balte
- Eduard Heger (né en 1976), homme d'État et économiste slovaque
- Eduard Heine (1821-1881), mathématicien prussien
- Eduard-Hermann Heppe (1878-1938), architecte allemand
- Eduard Herbst (1820-1892), juriste et homme politique autrichien
- Eduard Herrmann (1836-1916), prélat et homme politique allemand
- Eduard Hitschmann (1871-1957), médecin et psychanalyste américaine
- Eduard Hitzig (1838-1907), psychiatre et neuroscientifique prussien
- Eduard Hüttinger (1926-1998), historien suisse de l'art

### I-K-L
- Eduard Ille (1823-1900), peintre et illustrateur bavarois
- Eduard Imhof (1895-1986), géographe et professeur suisse
- Eduard Isken (1918-1997), as allemand de la Luftwaffe
- Eduard Kaiser (1820-1895), artiste peintre autrichien
- Eduard Knoblauch (1801-1865), architecte allemand
- Eduard Kohlrausch (1874-1948), professeur de droit pénal allemand
- Eduard Kozynkevych (1949-1994), joueur soviétique de football
- Eduard Krebsbach (1894-1947), médecin SS allemand
- Eduard Krieger (1946-2019), joueur autrichien de football
- Eduard Krüger (1893-1963), cavalier olympique allemand
- Eduard Künneke (1885-1953), compositeur allemand d'opéras
- Eduard Kurzbauer (1840-1879), peintre autrichien
- Eduard Lassen (1830-1904), chef d'orchestre et compositeur belge
- Eduard Lewandowski (né en 1980), joueur russo-allemand de hockey sur glace
- Eduard Friedrich Leybold (1798-1879), peintre autrichien
- Eduard Linkers (1912-2004), acteur autrichien
- Eduard Loibner (1888-1963), acteur autrichien
- Eduard Löwenthal (1836-1917), écrivain et pacifiste wurtembergeois

### M-O-P
- Eduard Malofeev (né en 1942), entraîneur de football russe
- Eduard Markarov (né en 1942), joueur soviéto-arménien de football
- Eduard Marxsen (1806-1887), pianiste et compositeur allemand
- Eduard Meyer (1855-1930), historien et egyptologue allemand
- Eduard Mira (né en 1945), sociologue et écrivain espagnol
- Eduard Mnatsakanian (1938-2016), joueur d'échecs arménien
- Eduard Mörike (1804-1875), écrivain romantique wurtembergeois
- Eduard Mudrik (1939-2017), joueur soviétique de football
- Eduard Müller (1848-1919), homme politique suisse
- Eduard Nápravník (1839-1916), compositeur et chef d'orchestre bohémien
- Eduard Neumann (1911-2004), officier allemand de Luftwaffe
- Eduard Maria Oettinger (1808-1872), littérateur prussien
- Eduard Ortgies (1829-1916), botaniste et horticulteur allemand
- Eduard Ovčáček (né en 1933), artiste graphique et sculpteur tchécoslovaque
- Eduard Pellens (1872-1947), graveur sur bois et illustrateur belge
- Eduard Petzold (1815-1891), paysagiste et créateur de parcs allemand
- Eduard Pfrunder (1877-1925), architecte suisse
- Eduard Plietzsch (1886-1961), écrivain et historien de l'art allemand
- Eduard Friedrich Poeppig (1798-1868), zoologiste et naturaliste allemand
- Eduard Wilhelm Pose (1812-1878), peintre prussien
- Eduard Prades (né en 1987), coureur cycliste espagnol
- Eduard Pons Prades (1920-2007), écrivain et historien espagnol
- Eduard Prchal (1911-1984), pilote tchèque
- Eduard Punset (1936-2019), économiste et homme politique espagnol

### R-S
- Eduard Rapp (né en 1951), coureur cycliste soviétique
- Eduard Reimoser (1864-1940), arachnologiste autrichien
- Eduard Reut-Nicolussi (1888-1958), enseignant et résistant italien
- Eduard Reventlow (1883-1963), diplomate danois
- Eduard Riabov (né en 1972), biathlète russe
- Eduard Riedel (1813-1885), architecte en chef bavarois
- Eduard Rietz (1802-1832), chef d'orchestre prussien
- Eduard Roschmann (1908-1977), commandant de camp de concentration autrichien
- Eduard Rosenbaum (1887-1979), économiste et bibliothécaire allemand
- Eduard Rosenstock (1856-1938), botaniste et collecteur allemand
- Eduard Rottmanner (1809-1843), compositeur et organiste allemand
- Eduard August Rübel (1876-1960), botaniste suisso-américain
- Eduard Rubin (1846-1920), ingénieur en mécanique suisse
- Eduard Rüppell (1794-1884), naturaliste et explorateur prussien
- Eduard Sachau (1845-1930), orientaliste allemand
- Eduard Schaubert (1804-1860), architecte et archéologue allemand
- Eduard Scherrer (1890-1972), bobeur suisse
- Eduard Schleich (1812-1874), peintre bavarois
- Eduard Oscar Schmidt (1823-1886), naturaliste prussien
- Eduard Schulte (1891-1966), industriel allemand
- Eduard Schützek (1890-1979), général allemand de Luftwaffe
- Eduard Schweizer
- Eduard Martínez-Sabater i Seguí (1896-1946), homme politique valencien
- Eduard Georg Seler (1849-1922), anthropologue et ethnologue allemand
- Eduard Sievers (1850-1932), linguiste et philologue allemand
- Eduard Silberstein (1856-1925), juriste roumain
- Eduard Sobol (né en 1995), joueur ukrainien de football
- Eduard Sonnenburg (1848-1915), chirurgien et médecin allemand
- Eduard Spelterini (1852-1931), pionnier suisse de l'aérostat
- Eduard Spertsyan (né en 2000), joueur arménien de football
- Eduard Stiefel (1909-1978), mathématicien suisse
- Eduard Stettler (1880-1940), juriste et espérantiste suisse
- Eduard Steuermann (1892-1964), pianiste classique américain
- Eduard Adolf Strasburger (1844-1912), botaniste allemand
- Eduard Strauch (1906-1955), commandant SS allemand
- Eduard Strauss (1835-1916), compositeur autrichien
- Eduard Streltsov (1937-1990), joueur soviétique de football
- Eduard Study (1862-1930), mathématicien allemand
- Eduard Suess (1831-1914), géologue autrichien

### T-V
- Eduard Thelen (né en 1946), joueur ouest-allemand de hockey sur gazon
- Eduard Thöny (1866-1950), artiste peintre et dessinateur autrichien
- Eduard Thurneysen (1888-1974), théologien protestant suisse
- Eduard Tjukin (né en 1978), halthérophile russe
- Eduard Tubin (1905-1982), compositeur estonien
- Eduard van Arkel (1893-1976), chimiste néerlandais
- Eduard van der Nüll (1812-1868), architecte autrichien
- Eduard Daniël van Oort (1876-1933), ornithologue néerlandais
- Eduard Verkade (1878-1961), acteur et metteur en scène néerlandais
- Eduard Vieta (né en 1963), psychiatre espagnol
- Eduard Viles (né en 1991), athlète espagnol en sprint de relais
- Eduard Vogel (1829-1856), explorateur prussien en Afrique centrale
- Carl-Eduard von Bismarck (né en 1961), homme politique allemand
- Eduard von Bomhard (1809-1886), homme politique bavarois
- Eduard von Borsody (1898-1970), directeur de photographie et monteur autrichien
- Eduard von Falz-Fein (1912-2018), homme d'affaires et sportif liechtensteinois
- Eduard von Feuchtersleben (1798-1857), écrivain autrichien
- Eduard von Flottwell (1786-1865), juge et ministre prussien
- Eduard von Grützner (1846-1925), peintre allemand
- Eduard von Keyserling (1855-1918), écrivain germano-balte
- Eduard von Knorr (1840-1920), amiral de l'Empire allemand
- Eduard Peithner von Lichtenfels (1833-1913), peintre paysagiste autrichien
- Eduard von Lütcken (1882-1914), cavalier allemand de concours complet
- Eduard Carl von Martens (1831-1904), zoologiste allemand
- Eduard von Möller (1814-1880), haut fonctionnaire de l'Empire allemand
- Eduard von Paar (1837-1919), officier austro-hongrois
- Eduard von Rindfleisch (1836-1908), pathologiste allemand
- Eduard Ritter von Schleich (1888-1947), pilote de chasse et homme politique allemand
- Eduard von Simson (1810-1899), homme politique et juriste prussien
- Eduard von Winterstein (1871-1961), acteur et théâtre et cinéma allemand
- Eduard Vorganov (né en 1982), coureur cycliste russe

### W-Z
- Eduard Wagner
- Eduard Warrens (1820-1872), diplomate et journaliste autrichien
- Eduard Wechssler (1869-1949), romaniste et philologue allemand
- Eduard Weitsch (1883-1955), pédagogue allemand
- Eduard Weiter (1889-1945), cadre administratif SS allemand
- Eduard Wendt (1807-1890), violoniste prussien
- Eduard Wiiralt (1898-1954), peintre et graveur estonien
- Eduard Wirths (1909-1945), chef de camp de concentration allemand
- Eduard Woelfflin (1831-1908), érudit et professeur suisse
- Eduard Zachert (1881-1943), homme politique et résistant allemand
- Eduard Zehnder (né en 1940), mathématicien suisse
- Eduard Zeller (1814-1908), historien et philosophe allemand
- Eduard Zorn (1901-1945), général allemand de la Whermacht
- Eduard Zirm (1863-1944), ophtalmologue autrichien